# März 1983
Portal Geschichte | Portal Biografien | Aktuelle Ereignisse | Jahreskalender | Tagesartikel

◄ |
19. Jahrhundert |
20. Jahrhundert
| 21. Jahrhundert

◄ |
1950er |
1960er |
1970er |
1980er
| 1990er | 2000er | 2010er | ►

◄ |
1979 |
1980 |
1981 |
1982 |
1983
| 1984 | 1985 | 1986 | 1987 | ►

◄ |
Dezember 1982 |
Januar 1983 |
Februar 1983 |
März 1983 |
April 1983 |
Mai 1983 |
Juni 1983 |
►
Dieser Artikel behandelt aktuelle Nachrichten und Ereignisse im März 1983.

## Tagesgeschehen

### Dienstag, 1. März 1983
- Berlin/Deutschland: Die Jury der 33. Internationalen Filmfestspiele Berlin zeichnet die Filme Der Bienenkorb des spanischen Regisseurs Mario Camus und Im Schatten der Erinnerung des britischen Regisseurs Edward Bennett als beste Beiträge des Festivals mit dem Goldenen Bären aus.[1]
- Quinto/Schweiz: Der EHC Biel wird nach seinem Gastspiel beim HC Ambrì-Piotta zum Schweizer Meister im Eishockey 1983 gekürt.[2]

### Freitag, 4. März 1983
- Harare/Simbabwe: Verteidigungsminister Sydney Sekeramayi bestätigt gegenüber dem britischen Hohen Kommissar Robin Byatt, dass auf Anweisung des diktatorisch regierenden Staatsoberhaupts Robert Mugabe in Nordkorea ausgebildete Soldaten Massaker gegen das Volk der Ndebele in Matabeleland verübten, um innenpolitische Konkurrenten abzuschrecken. Berichte über diese Massaker kursieren auch in den Vereinigten Staaten.[3]

### Sonntag, 6. März 1983

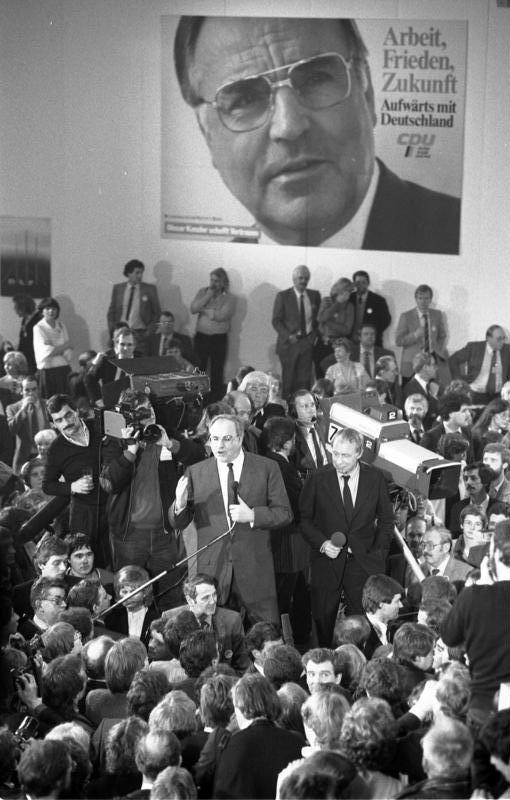
Helmut Kohl am Wahlabend

- Bonn/Deutschland: Bei der vorgezogenen Bundestagswahl bestätigen die Wähler den fünf Monate zuvor nach einem konstruktiven Misstrauensvotum gegen Helmut Schmidt (SPD) parlamentarisch gewählten Bundeskanzler Helmut Kohl (CDU) und die schwarz-gelbe Regierungskoalition. Die Grünen erhalten 5,6 % der Wählerstimmen und ziehen erstmals in den Bundestag ein.[4]
- Mainz/Deutschland: Die Wähler votieren bei der Landtagswahl in Rheinland-Pfalz für ein Zwei-Parteien-Parlament. Die FDP scheitert mit 3,5 % deutlich an der Fünf-Prozent-Hürde. Mit dem Zuspruch von 51,9 % der Wähler kann CDU-Ministerpräsident Bernhard Vogel seine Arbeit fortsetzen. Die SPD büßt ihre 1979 erreichten Zugewinne zum großen Teil wieder ein und landet bei 39,6 %.[5]

### Dienstag, 8. März 1983
- Orlando/Vereinigte Staaten: US-Präsident Ronald Reagan (Republikanische Partei) verteidigt die Notwendigkeit der Doktrin zur gegenseitig zugesicherten Zerstörung zwischen den Vereinigten Staaten und der Sowjetunion aus dem Jahr 1961 mit den Worten: „Die Sowjetunion ist das Zentrum des Bösen in der Welt.“ Ein „Reich des Bösen“, so Reagan, sollte der Bedrohung durch Kernwaffen ausgesetzt sein.[6]

### Freitag, 11. März 1983
- Sargodha/Pakistan: Das Land in Südasien führt in den Kirana-Bergen unbemerkt von anderen Staaten und von internationalen Organisationen zum ersten Mal in seiner Geschichte einen Kernwaffentest durch. Da wie geplant die kritische Masse nicht erreicht wird, handelt es sich um einen erfolgreichen Kalttest.[7]

### Sonntag, 13. März 1983
- Kiel/Deutschland: Bei der Landtagswahl in Schleswig-Holstein baut die seit 1950 regierende CDU mit Ministerpräsident Uwe Barschel als Spitzenkandidat ihre Mehrheit auf 49 % aus. Die SPD als zweitstärkste Kraft kommt auf 43,7 %. Keine andere Partei kann die Fünf-Prozent-Hürde überspringen. Diese gilt nicht für den SSW als Partei der dänischen Minderheit. Er bekommt einen Platz im Landtag, da die Anzahl seiner Wähler umgerechnet für ein Mandat ausreicht.[8]

### Dienstag, 15. März 1983
- Europa: Am 20. Jahrestag der Proklamation der drei grundlegenden Verbraucherrechte durch US-Präsident John F. Kennedy vor dem Kongress der Vereinigten Staaten fordert der Vorsitzende des Verbraucherbüros der Europäischen Wirtschaftsgemeinschaft Tony Venallis supranationale Richtlinien zum Verbraucherschutz und die internationale Non-Profit-Organisation der Verbraucherverbände ruft den „Weltverbrauchertag“ aus.[9]

### Donnerstag, 17. März 1983
- Hamburg/Deutschland: Nach einem Bericht der Zeitung Die Welt sind sich der CDU-Vorsitzende Helmut Kohl und der CSU-Vorsitzende Franz Josef Strauß darin einig, die Zahl der in der Bundesrepublik lebenden Ausländer „zu halbieren“, da nach ihrer Ansicht anderenfalls keine Integration möglich sei. Kohl amtiert seit Oktober 1982 als Bundeskanzler und verteidigte dieses Amt als Spitzenkandidat der CDU in der Bundestagswahl am 6. März.[10]

### Montag, 21. März 1983
- Furano/Japan: In der Gesamtwertung der Herren-Wettbewerbe des Alpinen Skiweltcups 1982/83 belegt der Amerikaner Phil Mahre im dritten Jahr in Folge nach dem letzten Rennen Platz 1. Bei den Damen gewinnt seine Landsfrau Tamara McKinney den Gesamt-Weltcup.[11]
- Yamoussoukro/Elfenbeinküste: Die Stadt in der Nähe des Kossou-Stausees wird die neue Hauptstadt des Landes. Dies verfügt Staatspräsident Félix Houphouët-Boigny, weil er in Yamassoukro geboren wurde und eine enge Bindung zu der Stadt verspürt.[12]

### Mittwoch, 23. März 1983

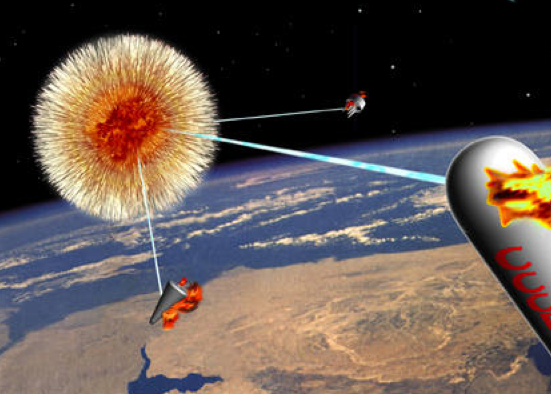
Zerstörung einer sowjetischen Rakete (künstlerische Darstellung)

- Washington, D.C./Vereinigte Staaten: Mit Verweis auf die Bedrohung durch das Militärbündnis Warschauer Pakt und explizit durch die Sowjetunion, der für einen Angriff militärische Einrichtungen auf der karibischen Insel Kuba zur Verfügung stünden, kündigt US-Präsident Ronald Reagan eine Strategische Verteidigungsinitiative an. Da sich die Verteidigung auf die Abwehr von Raketen in großer Höhe bezieht, geben Medienvertreter der Initiative den Namen „Star Wars“ (deutsch „Sternenkrieg“).[13]

### Dienstag, 29. März 1983
- Bonn/Deutschland: Die Mitglieder des Bundestags wählen Helmut Kohl (CDU) mit 271 von 498 möglichen Stimmen zum Bundeskanzler. Das Votum für Kohl liegt sieben Stimmen unter der Anzahl der den Regierungsparteien CDU, CSU und FDP zugehörigen Mandatsträger.[14]
- Bonn/Deutschland: Die Partei Die Grünen bildet erstmals eine Fraktion im Bundestag. Einige der 28 Mitglieder bringen zum Auftakt demonstrativ Topfpflanzen und Schnittblumen mit.[15]

## Weblinks

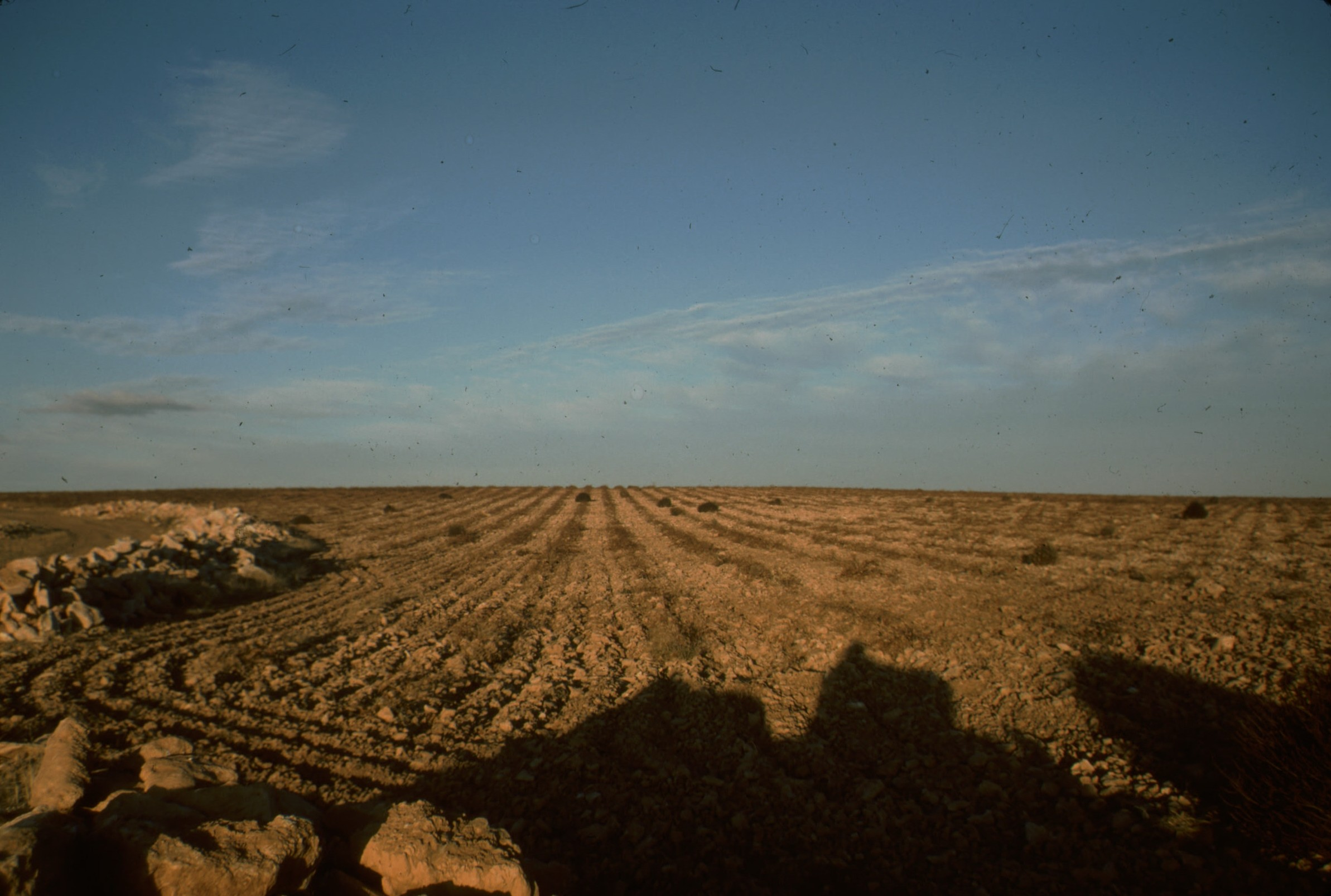
Spanien im März 1983

### Donnerstag, 31. März 1983
- Popayán/Kolumbien: Ein Erdbeben im Departamento del Cauca nahe der Pazifikküste führt zu schweren Schäden in der Stadt Popayán. Schätzungsweise 250 bis 350 Menschen sterben durch das Ereignis.[16]